# Dr. Kulani – Arzt auf Hawaii
Dr. Kulani – Arzt auf Hawaii ist eine US-amerikanische Serie aus den Jahren 1989/1990 mit Richard Chamberlain in der Hauptrolle. Er spielt den Arzt Dr. Daniel Kulani, der in einer Klinik auf Hawaii arbeitet und sich um seinen 18-jährigen Sohn kümmert.

## Handlung
Dr. Daniel Kulani arbeitet im fiktiven Kamehameha Medical Center in Honolulu. Er lebt bei seinen Eltern, die ihn als kleines Kind adoptiert haben und seinem jüngeren Bruder James. Zu Beginn der Serie beschließt sein Sohn Sam, der bis dahin bei seiner Mutter gelebt hat, zu ihm zu ziehen. Sam, von Daniel meist Pono (hawaiisch für Samuel) genannt, bereitet ihm so manchen Kummer.
Im Krankenhaus bekommt es Daniel mit den unterschiedlichsten Fällen zu tun. Immer wieder setzt er sich für seine Patienten ein und kümmert sich gleichzeitig um deren Angehörigen. Dr. Kenji Fushida ist Daniels Kollege und einer seiner besten Freunde.
Am emotionalsten wird es, als sein eigener Sohn in Lebensgefahr schwebt und Daniel mit seinen Pflichten als Vater zu kämpfen hat. Nach Sams Genesung kommen sich die beiden, die bis dahin immer wieder Meinungsverschiedenheiten gehabt hatten, erst richtig näher.
Später verliebt sich Daniel in die Lehrerin Nina Delaney, und auch in dieser Beziehung läuft nicht alles glatt. Vor allem als später Daniels Ex-Frau, die Mutter von Sam, zu Besuch kommt.

## Episodenliste
| Episode | Originaltitel             | Deutscher Titel                   | Erstausstrahlung (CBS) | Erstausstrahlung (Sat.1) |
| ------- | ------------------------- | --------------------------------- | ---------------------- | ------------------------ |
| 01      | Heart and Soul            | Auf Leben und Tod                 | 19. September 1989     | 7. Januar 1991           |
| 02      | Fathers and Sons          | Der verlorene Sohn                | 26. September 1989     | 14. Januar 1991          |
| 03      | Sometimes They’re Zebras  | Manchmal sind es Zebras           | 24. September 1989     | 21. Januar 1991          |
| 04      | Gifts                     | Geschenke                         | 3. Oktober 1989        | 28. Januar 1991          |
| 05      | Painkillers               | Schmerzmittel                     | 10. Oktober 1989       | 4. Februar 1991          |
| 06      | Life Sentence             | Lebenslänglich                    | 24. Oktober 1989       | 11. Februar 1991         |
| 07      | The State Vs. John Kulani | Der Staat gegen John Kulani       | 31. Oktober 1989       | 18. Februar 1991         |
| 08      | Role Models               | Zwei schwierige Patienten         | 7. November 1989       | 25. Februar 1991         |
| 09      | Everyday People           | Der Hungerstreik                  | 14. November 1989      | 4. März 1991             |
| 10      | Hihia                     | Ein Bruderzwist                   | 14. Dezember 1989      | 11. März 1991            |
| 11      | The Christmas Story       | Zehn gefährliche Weihnachtsmänner | 21. Dezember 1989      | 18. März 1991            |
| 12      | Falling Stars             | Der Kunstfehler                   | 4. Januar 1990         | 25. März 1991            |
| 13      | Icarus Falling            | Der Sturz des Ikarus              | 11. Januar 1990        | 1. April 1991            |
| 14      | Mary, Mary Quite Contrary | Der Selbstmordversuch             | 1. Februar 1990        | 8. April 1991            |
| 15      | Janine Returns            | Ein schwerer Entschluß            | 8. Februar 1990        | 15. April 1991           |
| 16      | Viruses                   | Viren                             | 15. Februar 1990       | 22. April 1991           |
| 17      | Moving Targets            | Jimmy und das Callgirl            | 22. Februar 1990       | 29. April 1991           |
| 18      | Separations               | Streit und Versöhnung             | 29. März 1990          | 6. Mai 1991              |

## Produktion
Die Serie brachte nicht die gewünschten Einschaltquoten und wurde nach der ersten Staffel nicht verlängert.